# مسجد جامع گل
مسجد جامع گل مربوط به دوره صفوی است و در شهرستان خوسف، روستای گل واقع شده و این اثر در تاریخ ۷ مرداد ۱۳۸۲ با شمارهٔ ثبت ۹۳۰۳ به‌عنوان یکی از آثار ملی ایران به ثبت رسیده است.